# Konjugierte Richtungen
Zwei Vektoren {\displaystyle u,v\in \mathbb {R} ^{n}} heißen genau dann konjugierte Richtungen (auch A-konjugierte Vektoren) bezüglich einer positiv definiten Matrix {\displaystyle A\in \mathbb {R} ^{n\times n}}, wenn {\displaystyle \langle Au,v\rangle =0}, wobei {\displaystyle \langle \cdot ,\cdot \rangle } das Standardskalarprodukt auf {\displaystyle \mathbb {R} ^{n}} bezeichnet. Dies ist äquivalent dazu, dass die Vektoren bezüglich des bilinearen Ausdrucks {\displaystyle (x,y)\mapsto \langle Ax,y\rangle } orthogonal sind.
Konjugierte Richtungen spielen insbesondere in numerischen Verfahren zur Lösung linearer Gleichungssysteme eine wichtige Rolle. So basiert das Verfahren der konjugierten Gradienten (CG-Verfahren) auf der Idee, in jeder Iteration eine neue Suchrichtung zu wählen, die zu allen vorherigen Suchrichtungen A-konjugiert ist. Dadurch wird sichergestellt, dass das Verfahren im Fall symmetrisch positiv definiter Matrizen nach höchstens {\displaystyle n} Schritten (in exakter Arithmetik) die exakte Lösung findet.

## Eigenschaften
Ist {\displaystyle A} symmetrisch und positiv definit, so definiert {\displaystyle \langle x,y\rangle _{A}:=\langle Ax,y\rangle } ein Skalarprodukt auf {\displaystyle \mathbb {R} ^{n}}. Zwei Vektoren sind genau dann A-konjugiert, wenn sie bezüglich dieses Skalarprodukts orthogonal sind.
Die A-Konjugiertheit ist im Allgemeinen keine symmetrische Relation, d. h., aus {\displaystyle \langle Au,v\rangle =0} folgt nicht notwendigerweise {\displaystyle \langle u,Av\rangle =0}. Falls jedoch {\displaystyle A} symmetrisch ist, gilt:
{\displaystyle \langle Au,v\rangle =\langle u,Av\rangle },
und damit ist die Relation symmetrisch.

## Bemerkungen
- Für die Definition der A-Konjugiertheit genügt zunächst die positive Definitheit von {\displaystyle A}. Viele Anwendungen (insbesondere das CG-Verfahren) setzen jedoch zusätzlich die Symmetrie von {\displaystyle A} voraus, da nur dann {\displaystyle \langle \cdot ,\cdot \rangle _{A}} ein Skalarprodukt definiert.
- Die A-Konjugiertheit verallgemeinert den Begriff der Orthogonalität: Für {\displaystyle A=I} (Einheitsmatrix) entspricht sie der üblichen Orthogonalität von Vektoren.